# Haarlovina nielsi
Haarlovina nielsi är en spindeldjursart som beskrevs av Lawrence 1956. Haarlovina nielsi ingår i släktet Haarlovina och familjen Daesiidae. Inga underarter finns listade i Catalogue of Life.